# Ernesto Neto

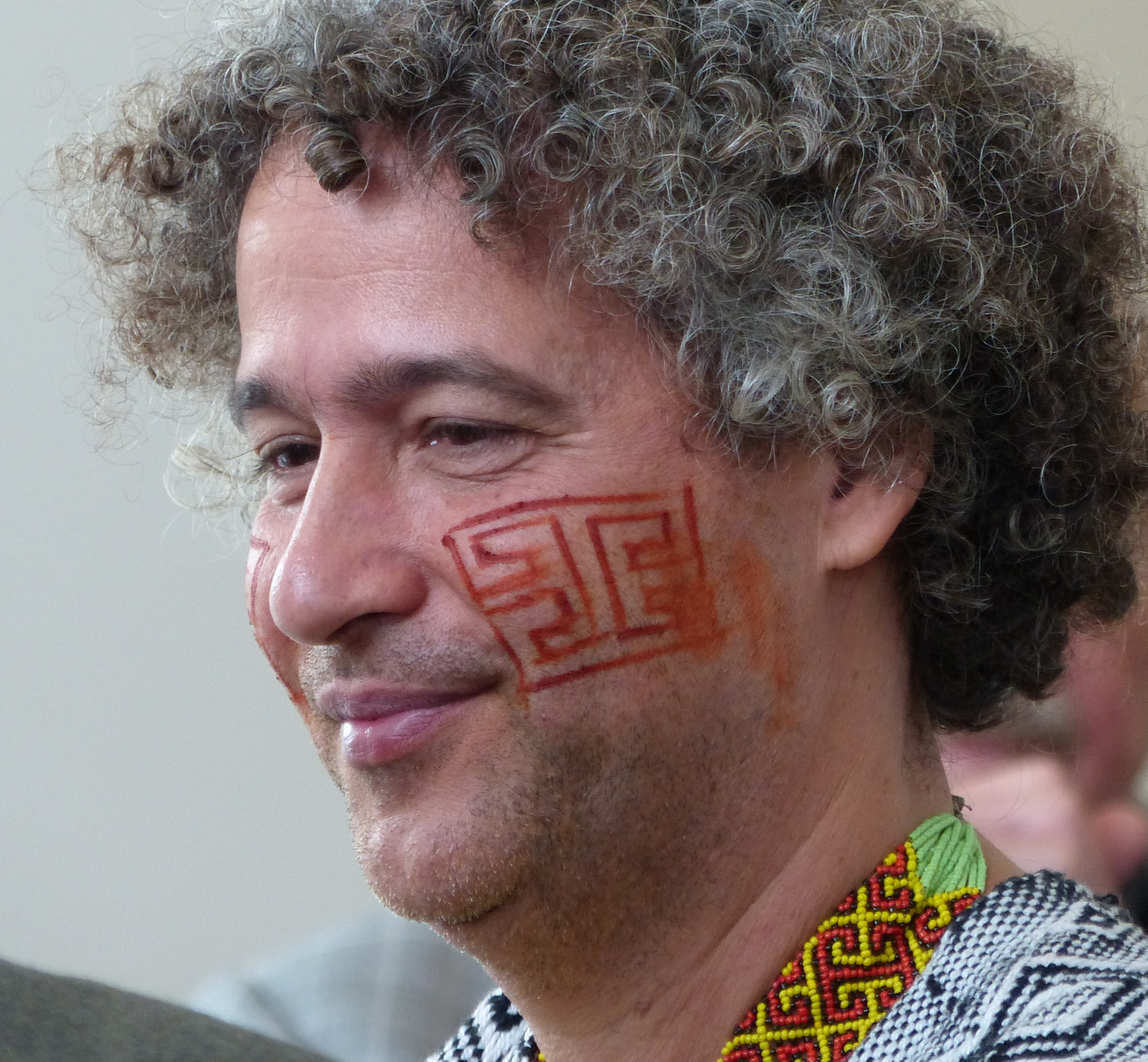
Ernesto Neto

Ernesto Neto, född i Rio de Janeiro, är en brasiliansk konstnär. Han debuterade som konstnär 1988, och har haft soloutställningar sedan 1995. En permanent installation, Léviathan Tot, finns vid Panthéon i Paris. Han bor i Rio de Janeiro, och har hustru och två barn.